# Antoni Degollada i Barnola
Antoni Degollada i Barnola (Puigcerdà, 1890-1969) era vidrier d'ofici i músic de vocació. Segons els llibrets de comptes, va treballar com a vidrier i va mantindre un taller desde el 1935 fins a l'any de la seva mort, tot i això fou més conegut per la seva música. La gent el coneixia com “el Maxaxa” i al llarg de la seva vida va participar en tota mena d'activitats socials on la música era protagonista: balls, misses, corals, cercaviles, caramelles, etc. Tocava el clarinet entre altres instruments i va ser membre de les orquestres Paulinos i Amapola. Va dirigir les corals La Sardana i Flor de Neu, la cobla La Principal de la Cerdanya i el quintet filharmònic Hesmont Jazz Orquestra. Al llarg de la seva carrera i, per herència del seu pare que també era músic, va recollir milers de partitures que avui es conserven a l'Arxiu Comarcal de la Cerdanya. Es tracta sobretot de partitures impreses de música de ball, la música de moda de principis i a mitjan segle xx, però també de partitures manuscrites de música eclesiàstica, caramelles i alguna peça autògrafa del mateix Issi Fabra amb qui van ser companys d'orquestra.
Dins del seu fons personal es troben divisions entre partitures impreses i partitures manuscrites, a més de divisions segons la tipologia musical. Aquestes divisions ajuden a organitzar el fons el qual conté un gran nombre de partitures del segle xix que Antoni Degollada va heretar del seu pare.